# Davidsea attenuata
Davidsea attenuata és una espècie de bambusòidia de la família de les poàcies, l'única del gènere Davidsea. Són plantes de clima tropical.